# Smużyna wyniosła
Smużyna wyniosła (Callisia gentlei Matuda) – gatunek rośliny należący do rodziny komelinowatych (Commelinaceae). Pochodzi z Ameryki Środkowej (z Gwatemali i Hondurasu). W wielu krajach, również w Polsce, jest uprawiana jako roślina ozdobna. Czasami błędnie nazywana jest trzykrotką.

## Morfologia i ekologia
Bylina. W swoim naturalnym środowisku rośnie w poszyciu lasów tropikalnych. Ma oliwkowozielone liście, na górnej stronie z podłużnymi białokremowymi paskami, na spodniej ciemnofioletowe. Rośnie szybko, rozmnaża się łatwo przez długie, płożące się pędy, które ukorzeniają się w każdym węźle, jeśli tylko znajdzie się on na ziemi. Latem tworzy liczne, białe, drobne i mało ozdobne kwiaty.

## Zastosowanie
W krajach o ciepłym klimacie (w strefach mrozoodporności 9–11) jest uprawiana w gruncie jako roślina ozdobna. W Polsce jest uprawiana jako roślina pokojowa. Może być uprawiana samodzielnie w wiszących doniczkach lub jako roślina okrywowa w dużych donicach pod większymi roślinami. Nadaje się do uprawy w szklanych naczyniach. Ze względu na stosunkowo małą masę korzeni w porównaniu z częściami zielonymi w cieplejszym klimacie bywa stosowana przy obsadzaniu zielonych dachów. Uprawiane są również inne gatunki z tego rodzaju: Callisia fragrans i smużyna płożąca C. repens.

## Uprawa
- Wymagania. Wymaga silnego, ale rozproszonego światła. Zbyt silne światło powoduje, że jej pędy zabarwiają się na fioletowo i roślina szybciej się starzeje, przy zbyt słabym oświetleniu pędy są wydłużone i rzadko ulistnione. Najlepiej jest uprawiać ją przy zachodnim lub wschodnim oknie, dobrze też rośnie w kuchni czy łazience (z powodu większej wilgotności). Lubi niższe temperatury; powyżej 23 °C rośnie szybko i szybko starzeje się, najładniejszy, zwarty pokrój ma przy temp. ok. 15 °C. Lubi wilgotne powietrze i wilgotną glebę, ale nadmierne podlewanie powoduje gnicie korzeni. Na dnie doniczki powinien być drenaż.
- Uprawa. Nawozi się rzadko (raz w miesiącu nawozem wieloskładnikowym), zbyt silne nawożenie powoduje nadmierny wzrost. Często trzeba przesadzać do większych doniczek; młode rośliny dwa razy w ciągu roku.
- Rozmnażanie. Roślina rośnie szybko i szybko się starzeje. Jest długowieczna, ale starsze pędy ogałacają się z dolnych liści i stają się nieładne. W związku z tym trzeba ją często odmładzać z nowych sadzonek. Wytwarza się je łatwo przez ukorzenianie wierzchołkowych kawałków pędu, umieszczając je od razu po kilka sztuk w doniczce ziemią. Gdy zaczną rosnąć, uszczykuje się im wierzchołki aby się rozgałęziały.